# Peters Combi Porter 6000
Der Peters Combi Porter 6000, kurz PCP 6000, ist ein Serienfrachtschiffstyp der Werft Scheepswerf Peters in Kampen.

## Einzelheiten
Die Küstenmotorschiffe des PCP-6000-Typs sind als Mehrzweck-Trockenfrachtschiffe mit weit achtern angeordnetem Deckshaus und einem langen Laderaum ohne eigenes Ladegeschirr ausgelegt. Der Typ verfügt über ein festes Deckshaus und über zwei kastenförmige (box-shaped) Laderäume mit einem Rauminhalt von 7923 m³, in dem zwei versetzbare Schotten eingesetzt werden können. Die durchgehenden Luken werden von Pontonlukendeckeln verschlossen, die einzeln von einem Lukenwagen geöffnet und verfahren werden können. Der vordere Laderaum ist 18,7 Meter lang, 11,20 Meter breit und 9,00 Meter hoch, der hintere ist 59,90 Meter lang, 11,20 Meter breit und 9,00 Meter hoch. Die Tankdecke, welche mit bis zu 18 t/m² belastet werden kann, ist für den Ladungsumschlag und Transport von Schwergut verstärkt. Die Containerkapazität beträgt 144 TEU im Laderaum und 108 TEU an Deck.
Angetrieben werden die Schiffe der Baureihe von einem Wärtsilä-Sechszylinder-Viertakt-Dieselmotor des Typs 6L 26 A mit einer Leistung von rund 2040 kW, der über ein Untersetzungsgetriebe auf einen Verstellpropeller und einen Wellengenerator mit 435 kVA Scheinleistung wirkt. Weiterhin stehen Hilfsdiesel und Notdiesel zur Verfügung. Die An- und Ablegemanöver werden durch ein Bugstrahlruder unterstützt.
Die eisverstärkten Rümpfe wurden in Sektionsbauweise zusammengefügt. Die Schiffe haben einen über der Wasserlinie leicht ausfallenden Steven mit Wulstbug.
Die sechs Einheiten der Baureihe waren beim Bau für den Einsatz der Delfzijler Reederei Wagenborg vorgesehen und werden vorwiegend in der kleinen und mittleren Fahrt im Transport von Massengütern, Massenstückgütern, kleineren Projektladungen und Containern verwendet. Drei Einheiten wurden nachträglich mit einem anstelle des Lukenwagens verfahrbahren Hydraulikbagger zum Selbstentlader umgebaut.

## Die Schiffe
| Peters PCP 6000                    | Peters PCP 6000 | Peters PCP 6000 | Peters PCP 6000                                 | Peters PCP 6000                                                                        | Peters PCP 6000 |
| Bauname                            | Bau- nummer     | IMO- Nummer     | Kiellegung Stapellauf Ablieferung               | Auftraggeber                                                                           | Umbenennungen und Verbleib |
| ---------------------------------- | --------------- | --------------- | ----------------------------------------------- | -------------------------------------------------------------------------------------- | --- |
| Altena                             | 805             | 9268837         | 27. Juni 2002 21. November 2003 9. Januar 2004  | Peter R. Dalemanns, Delfzijl Scheepvaartonderneming Altena, Delfzijl                   | 2004 Normed Gemlik, 2010 Altena, 2018 Kya, zum Selbstentlader umgebaut, so in Fahrt.                                                                                      |
| Sirocco                            | 806             | 9268849         | 26. Februar 2002 7. Mai 2004 18. Juni 2004      | Gerrit Tilma, Anjum Tilma Shipping, Anjum                                              | 2014 Knarrlagsund, so in Fahrt. |
| Navitas                            | 807             | 9268851         | 27. Juni 2002 19. November 2004 11. Januar 2005 | Gebrüder Jan-Willem, Peter und Henk Danser, Rotterdam                                  | 2007 Hanna, 2008 Donau, 2015 Wilson Vigo, 2016 Longfjord, 2018 Donau, 2019 FL Levante, 2022 FL Storoe so in Fahrt.                                                        |
| Cito                               | 808             | 9268863         | 27. Juni 2002 22. April 2005 2. Juni 2005       | Cor und Kitty Switynk, Harlingen Scheepvaartonderneming Cito, Harlingen                | 2007 Ems, 2015 Wilson Vivero, 2016 Vivero, 2016 Longfjell, 2018 Ems, 2019 Krabbsund, zum Selbstentlader umgebaut, 2023 Ayada, Rückbau zum Mehrzweckfrachter, so in Fahrt. |
| Cora Jo                            | 809             | 9268875         | 27. Juni 2002 19. November 2005 12. Januar 2006 | J. McEnvoy, Dublin (Corrib Ship Management, Curaçao) Cong Shipping Company, Willemstad | So in Fahrt. |
| Fensfjord                          | 810             | 9268887         | 27. Juni 2002 24. März 2006 10. Mai 2006        | Fonnes Invest, Fonnes Fonnes Rederi, Delfzijl                                          | 2013 zum Selbstentlader umgebaut, so in Fahrt. |
| Daten: Equasis, Miramar Ship Index |                 |                 |                                                 |                                                                                        | |